# Wohnungseigentumsrecht (Österreich)
Das Wohnungseigentumsrecht wird in Österreich seit dem 1. Juli 2002 durch das Wohnungseigentumsgesetz 2002 (WEG 2002) geregelt. Vorgängerregelungen waren das Wohnungseigentumsgesetz von 1975 (WEG 1975) und das WEG 1948.
Bereits seit dem Gesetz vom 30. März 1879 betreffend die Theilung von Gebäuden nach materiellen Antheilen kann an materiellen Teilen eines Gebäudes, die nicht so beschaffen sind, dass sie als selbstständige körperliche Sachen angesehen werden können, kein Stockwerkseigentum mehr erworben und keine Eintragung in das Grundbuch mehr erwirkt werden.

## Begriffe
„Wohnungseigentum ist das dem Miteigentümer einer Liegenschaft oder einer Eigentümerpartnerschaft eingeräumte dingliche Recht, ein Wohnungseigentumsobjekt ausschließlich zu nutzen und allein darüber zu verfügen.“ (§ 2 Absatz 2 WEG 2002)
Nicht nur Wohnungen können Wohnungseigentumsobjekte sein, sondern auch „sonstige selbständige Räumlichkeiten“ und „Abstellplätze für Kraftfahrzeuge“ (§ 2 Absatz 2 WEG 2002).
„Zubehör-Wohnungseigentum ist das mit dem Wohnungseigentum verbundene Recht, andere, mit dem Wohnungseigentumsobjekt baulich nicht verbundene Teile der Liegenschaft, wie etwa Keller- oder Dachbodenräume, Hausgärten oder Lagerplätze, ausschließlich zu nutzen.“(§ 2 Absatz 3 WEG 2002)

## Begründung des Wohnungseigentums
Wohnungseigentum kann außer durch gerichtliche Entscheidung nur durch schriftliche Vereinbarung aller Miteigentümer (Wohnungseigentumsvertrag) begründet werden (§ 3 Absatz 1 WEG 2002).
Der Alleineigentümer einer Liegenschaft kann jedoch vorläufiges Wohnungseigentum auf Grundlage einer schriftlichen Errichtungserklärung (Wohnungseigentumsstatut) begründen (§ 45 Absatz 1 WEG 2002).
Das Gesetz enthält u. a. einen 9. Abschnitt, der ausführliche Bestimmungen zum Schutz des Wohnungseigentumsbewerbers enthält (§§ 37ff WEG 2002).
Mit dem Wohnungseigentum ist das Miteigentum an der Liegenschaft untrennbar verbunden. Die Anteile der einzelnen Wohnungseigentümer entsprechen den Verhältnissen der berechneten Nutzwerte der einzelnen Wohnungen.

## Wohnungseigentümergemeinschaft
In Österreich ist die Eigentümergemeinschaft nach § 2 Abs. 5 iVm § 18 Abs. 1 WEG 2002 ausdrücklich eine juristische Person mit (Teil-)Rechtsfähigkeit, die in Angelegenheiten der Verwaltung der Liegenschaft Rechte erwerben und Verbindlichkeiten eingehen sowie klagen und geklagt werden kann. Dabei wird die Wohnungseigentümergemeinschaft durch den Verwalter vertreten oder, wenn ein solcher nicht bestellt ist, durch die Mehrheit der Wohnungseigentümer. Ein gegen die Eigentümergemeinschaft ergangener Exekutionstitel kann jedoch nur in die bestehende Rücklage (§ 31 WEG 2002) oder in die von den Wohnungseigentümern geleisteten oder geschuldeten Zahlungen für Aufwendungen (§ 32 WEG 2002) vollstreckt werden (§ 18 Abs. 4 WEG 2002).